# Retronym
Retronym este un cuvânt englezesc care desemnează un neologism creat pentru a denumi o noțiune atunci când, după apariția unei noțiuni înrudite, denumirea veche a devenit ambiguă. De exemplu, termenul fotografie alb-negru a apărut pentru a preciza sensul cuvântului fotografie, devenit ambiguu după apariția fotografiilor color.
Prima publicație în care a apărut cuvântul retronym este un număr al ziarului american New York Times Magazine din 1980, iar primul dicționar care l-a adăugat printre definițiile sale este The American Heritage® Dictionary of the English Language în a patra sa ediție publicată în anul 2000.

## Istorie
Cuvântul a fost inventat în 1980 de Frank Mankiewicz, renumit crainic și jurnalist american, pe atunci președintele organizației National Public Radio. William Safire i-a dedicat un articol în coloana sa din New York Times Magazine intitulată „Despre limbă”, supranumindu-l pe Mankiewicz drept „cel mai mare colecționar din lume al acestor creații lexicale” („the world's leading collector of these coinages”). Cuvântul a fost recunoscut de un dicționar în anul 2000, făcându-și apariția în The American Heritage Dictionary of the English Language, până în anul 2003 fiind singurul dicționar care îl conținea. Astăzi, termenul mai apare și în Merriam Webster OnLine și în dicționarul MSN Encarta, ultimul considerându-l un cuvânt specific englezei americane.

## Etimologie
Cuvântul a fost creat în limba engleză sub forma retronym din două elemente: retro- (adverb latin care se traduce prin „înapoi, îndărăt, în urmă”) și -onym (derivat din grecescul onyma = „nume”).

## Considerații
Ziarista Lyrysa Smith crede că progresul tehnologic este principala cauză a acestui fenomen. Smith identifică alte cauze în schimbările culturale sau în noile perspective asupra istoriei.

## Exemple de retronime
- chitară acustică — după ce a apărut chitara electrică; în engleză: acoustic/electric guitar[1][2]
- ceas analogic — după ce a apărut ceasul digital; în engleză: analog/digital watch[1]
- fotografie alb-negru — după ce s-a inventat fotografia color;
- telefon fix — după ce s-a răspândit telefonul mobil;
- lapte integral — după ce a apărut laptele degresat;
- Primul Război Mondial — după ce a izbucnit al Doilea Război Mondial;
- satelit natural — după ce s-au lansat sateliții artificiali;
- film mut — după ce a apărut filmul sonor.